# Article 74 de la Constitution belge
L' article 74 de la Constitution belge fait partie du titre III Des pouvoirs. Il soustrait au Sénat une partie des compétences. 
Il date du 5 mai 1993 et était à l'origine — sous l'ancienne numérotation — l'article 26, alinéa 2. Il a été révisé le 6 janvier 2014. 

## Le texte
« Par dérogation à l'article 36, le pouvoir législatif fédéral s'exerce collectivement par le Roi et la Chambre des représentants pour les matières autres que celles visées aux articles 77 et 78. »